# Drentwett

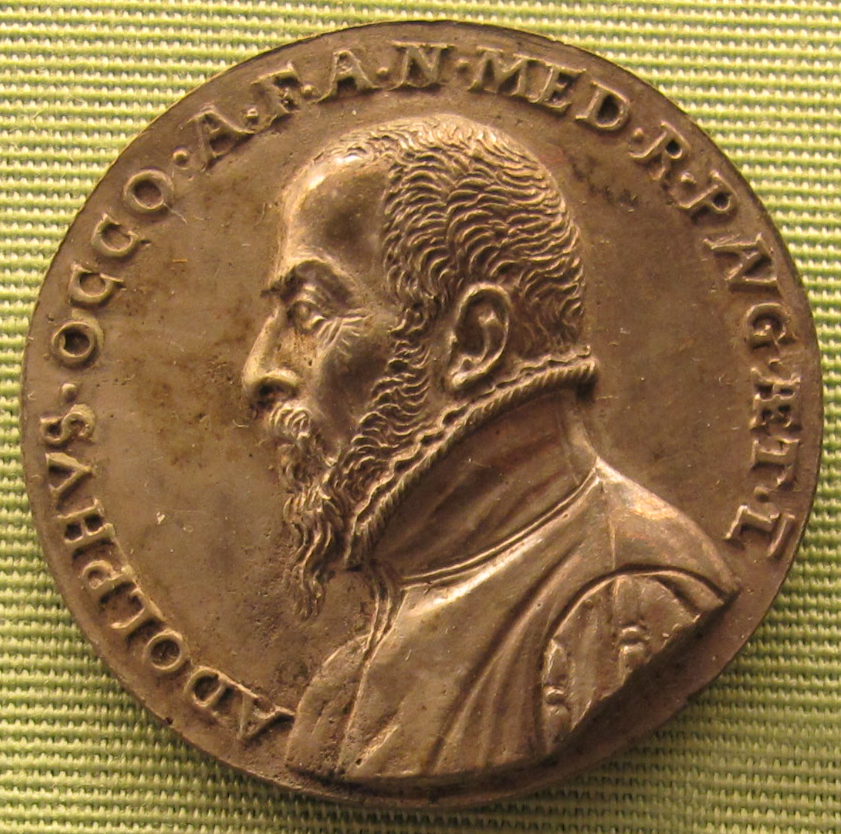
Medaille von Balduin Drentwett (1574)

Drentwett war eine weitverzweigte Augsburger Künstlerdynastie, aus der vom 16. bis ins 18. Jahrhundert mehr als 30 Mitglieder vornehmlich als Gold- und Silberschmiede, Medailleure und Maler im Auftrag vieler Höfe in Europa tätig waren.

## Bekannte Mitglieder
- Balduin Drentwett (1545–1627), Goldschmied, Medailleur; aus Friesland stammender Begründer der Dynastie
- Elias I. Drentwett (um 1588–1643), Sohn von Balduin
- Abraham I. Drentwett (1614–1666)
- Abraham II. Drentwett (1647–1729), Goldschmied, Wachsbossierer, Stichvorlagenzeichner
- Abraham III. Drentwett
- Abraham IV. Drentwett
- Christian II Drentwett
- Emanuel Abraham Drentwett (1681–1753)
- Jonas Drentwett (1656–1736), Freskant
- Johann Christoph I. Drentwett
- Philipp Jacob III. Drentwett